# Municipio de Hope (Minnesota)
El municipio de Hope (en inglés: Hope Township) es un municipio ubicado en el condado de Lincoln en el estado estadounidense de Minnesota. En el año 2010 tenía una población de 272 habitantes y una densidad poblacional de 3,02 personas por km².

## Geografía
El municipio de Hope se encuentra ubicado en las coordenadas 44°14′00″N 96°8′40″O / 44.23333, -96.14444. Según la Oficina del Censo de los Estados Unidos, el municipio tiene una superficie total de 90.18 km², de la cual 90,09 km² corresponden a tierra firme y (0,1 %) 0,09 km² es agua.

## Demografía
Según el censo de 2010, había 272 personas residiendo en el municipio de Hope. La densidad de población era de 3,02 hab./km². De los 272 habitantes, el municipio de Hope estaba compuesto por el 98,53 % blancos, el 1,47 % eran de otras razas. Del total de la población el 1,47 % eran hispanos o latinos de cualquier raza.